# Созоновка (Кировоградская область)
Созоновка (укр. Созонівка) — село в Великосевериновской сельской общине Кропивницкого района Кировоградской области Украины.
Население состоянием на начало 2017 года — 2040 человек. Почтовый индекс — 27602. Телефонный код +38 0522. Код КОАТУУ — 3522587001.